# Niwolumab

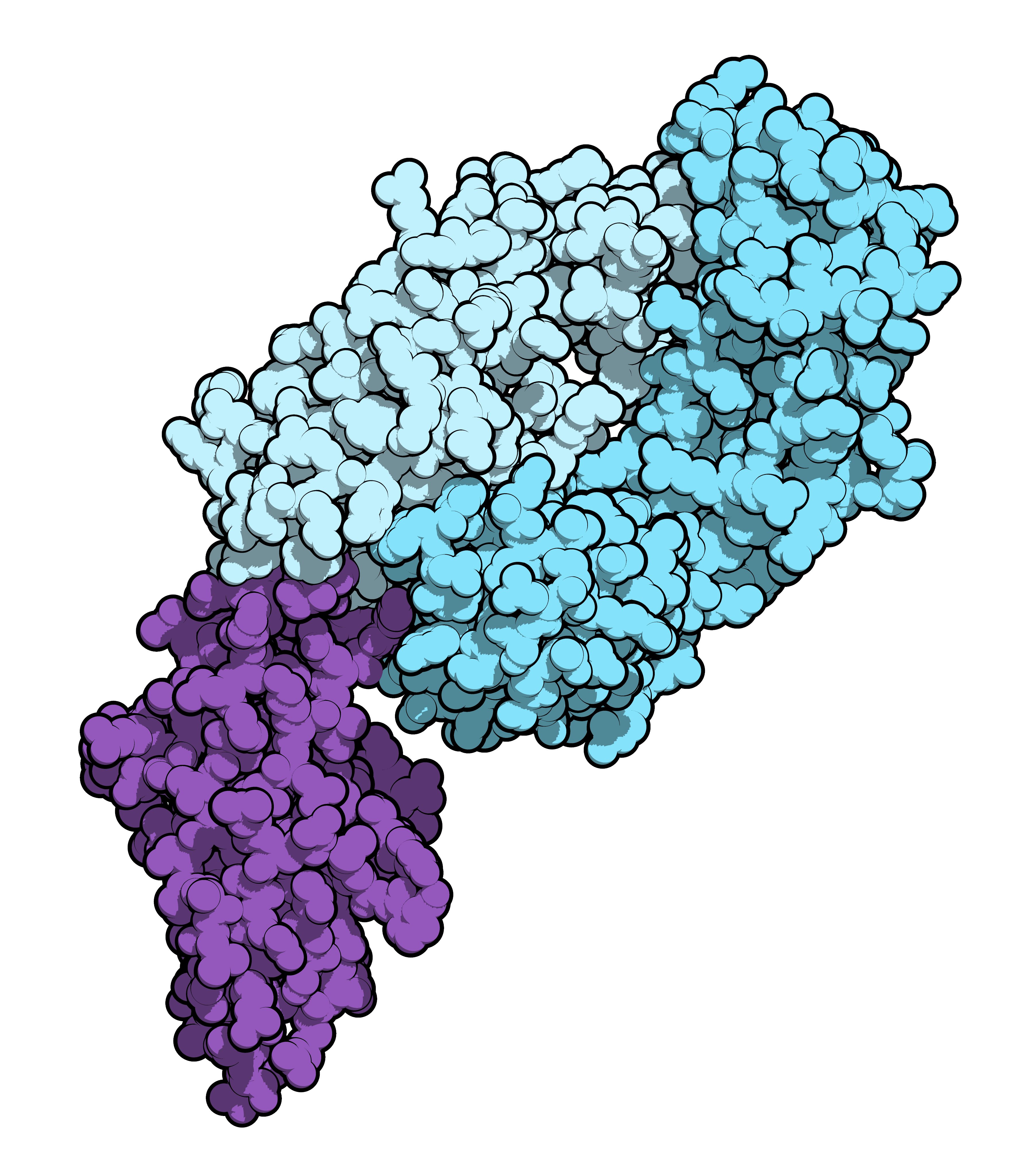
Wygląd struktury Niwolumabu w 3d

Niwolumab (nazwa handlowa Opdivo) – lek biologiczny stosowany w immunoterapii nowotworów złośliwych, ludzkie przeciwciało monoklonalne skierowane przeciwko immunoregulatorowemu receptorowi PD-1 (ang. programmed death 1) znajdującemu się na powierzchni limfocytów T. Wiąże się z nim i blokuje aktywacje PD-1 poprzez ligandy PD-L1 i PD-L2, co powoduje aktywację limfocytów T i odpowiedzi immunologicznej skierowanej przeciwko komórkom nowotworowym. Niwolumab został wprowadzony do leczenia onkologicznego.

## Badania kliniczne
Dotychczas lek był badany u chorych z rakiem nerki, rakiem płuca i czerniakiem. Trwają nad nim intensywne badania kliniczne.